# Polly Put the Kettle On (film)
Polly Put the Kettle On er en amerikansk stumfilm fra 1917 af Douglas Gerrard.

## Medvirkende
- Douglas Gerrard som Chester Creigg
- Thomas Jefferson som Mr. Vance
- Ruth Clifford som Polly Vance
- Martha Mattox som Miss Johanna Webb
- Marvel Spencer som Myra Vance